# Melchor Ocampo, Churumuco
Melchor Ocampo är en ort i Mexiko.   Den ligger i kommunen Churumuco och delstaten Michoacán de Ocampo, i den södra delen av landet, 280 km väster om huvudstaden Mexico City. Melchor Ocampo ligger 588 meter över havet och antalet invånare är 219.
Terrängen runt Melchor Ocampo är huvudsakligen kuperad, men söderut är den bergig. Terrängen runt Melchor Ocampo sluttar söderut. Runt Melchor Ocampo är det glesbefolkat, med 15 invånare per kvadratkilometer. Närmaste större samhälle är Churumuco de Morelos, 12,9 km söder om Melchor Ocampo. I omgivningarna runt Melchor Ocampo växer huvudsakligen savannskog.